# Romantiek (literatuur)

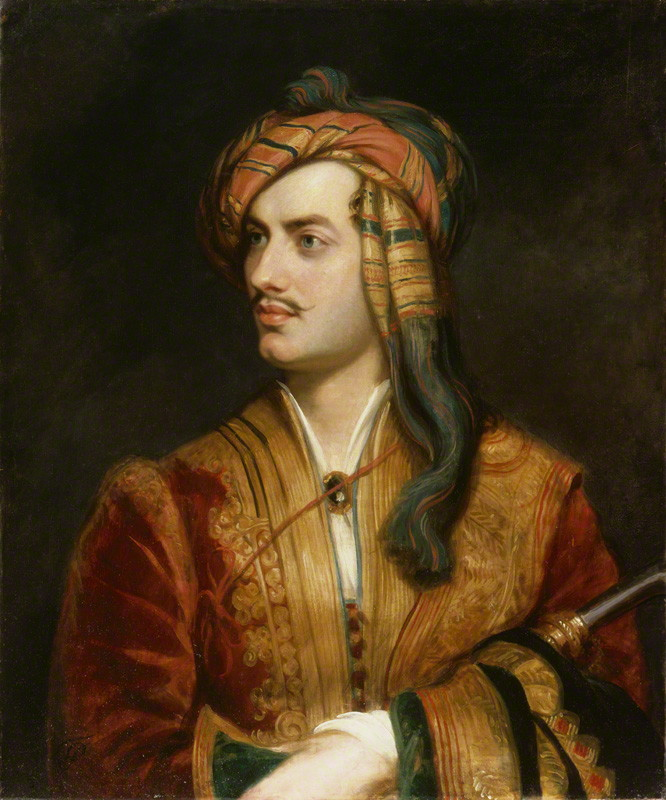
Lord Byron, een van de belangrijkste exponenten van de romantische literatuur, in Albanese klederdracht.

De West-Europese literatuur ten tijde van de romantiek verwijst naar de romantiek als stroming en kenmerkt zich door een sterk hernieuwde belangstelling voor het verleden, meer in het bijzonder de middeleeuwen.

## Achtergrond
Het classicisme dat de periode ervoor (met name de barok) had gekenmerkt bleef ook nog wel bestaan, maar werd minder leidend. Daarnaast keerde men zich nu af van het rationalisme uit de Verlichting. Het vooruitgangsdenken dat eraan ten grondslag lag en dat tot moralisme kon leiden, had niet in alle opzichten de mensheid verder geholpen. In plaats daarvan werden gevoel, intuïtie, verbeelding en persoonlijke creativiteit nu heel belangrijk gevonden.
Andere belangrijke thema's die in de romantiek centraal kwamen te staan zijn – veelal onbereikbare – liefde, de ongerepte natuur, het occultisme en het sublieme. Daarnaast speelt ook het noodlot in de verhalen uit de Romantiek een belangrijke rol, waardoor de liefde voor de hoofdpersonen vaak voor eeuwig onbereikbaar blijft. In het algemeen is de romantiek wel gekarakteriseerd als een vlucht uit de werkelijkheid - in allerlei varianten - naar een betere, geïdealiseerde wereld. Daarom werd de historische roman een belangrijk nieuw literair genre, evenals gestileerde sprookjes en sagen.
Het begrip 'romantiek' in literair-historische zin had eerst een bredere betekenis; het verwees naar alle postklassieke literatuur die gekenmerkt wordt door disharmonie en het vermengen van genres, een type literatuur waarvan de wortels in de middeleeuwen zouden liggen. Ook schrijvers uit eerdere eeuwen als Dante Alighieri, Petrarca, Pedro Calderón de la Barca en Shakespeare konden volgens deze definitie tot de romantiek worden gerekend. De latere inperking tot de literatuur uit de eerste decennia van de 19e eeuw werd voor het eerst gebezigd door tegenstanders van het genre in Duitsland, onder wie Friedrich Ludewig Bouterweck, die het over de "nieuwe school van zogenaamde romantici" had".

## Bekende auteurs

### België
- Hendrik Conscience
- Jan Frans Willems
- Alfred Hegenscheidt
- Prudens van Duyse
- Guido Gezelle

### Nederland
Over Nederland zeggen literaire historici veelal dat er weinig romantiek van betekenis is geweest. Dat zou deels te maken hebben met de calvinistische volksaard, waarbij als typisch Nederlands beschouwde eigenschappen een rol zouden spelen, zoals ingetogenheid in het uiten van emoties, starheid in principes, soberheid, zuinigheid en lijdzaamheid. Wat er toch was, zou vooral nabootsing zijn van het buitenland. Desondanks zijn er wel auteurs die, al dan niet gedeeltelijk, met de romantiek zijn verbonden.
- Rhijnvis Feith ("preromantiek")
- Aernout Drost
- Willem Bilderdijk
- Isaäc da Costa
- Geertruida Bosboom-Toussaint
- Johannes Kneppelhout
- Nicolaas Beets
- Alexander Ver Huell
- Multatuli - Eduard Douwes Dekker
- Anthony Christiaan Winand Staring
- François Haverschmidt (Piet Paaltjens)
- Jacob van Lennep
- Jacob Jan Cremer

### Duitsland

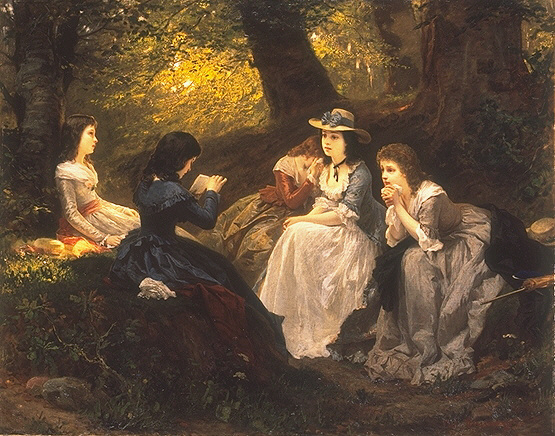
Willem Amberg: Vorlesung aus Goethes Werther

In Duitsland wordt de Romantiek vrij vroeg gesitueerd, tussen 1798 (het jaar waarin Athenaeum door de gebroeders Schlegel werd opgericht) en 1830. Verder worden de zogenaamde Frühromantiker (1798-1801) onderscheiden van de Hochromantiker (1806-1808). De eerste groep was vooral bezig met theoretische kwesties, de tweede richtte zich meer op het creëren van eigen werk.
Belangrijke vertegenwoordigers:
- Novalis
- Johann Wolfgang von Goethe
- Johann Gottfried von Herder
- Friedrich Schlegel
- August Schlegel
- Johann Georg Hamann
- Johann Gottlieb Fichte, Friedrich von Schelling en Georg Wilhelm Friedrich Hegel waren de filosofen van het Duits idealisme
- Ludwig Tieck
- Clemens Brentano
- Joseph von Eichendorff
- E.T.A. Hoffmann, vooral bekend om zijn Schwarze Romantik
- Wilhelm Hauff

Een subgenre binnen de Duitse romantiek dat enigszins vergelijkbaar is met de Angelsaksische "gothic" betreft de Schwarze Romantik. Een vertegenwoordiger daarvan is de roman Nachtwachen uit 1804 van de auteur Bonaventura (pseudoniem van Ernst August Friedrich Klingemann).

### Engeland
In de Engelse literatuur kent de periode van de romantiek hoogtepunten in het werk van dichters als William Wordsworth en Samuel Taylor Coleridge, wier boek Lyrical Ballads uit 1798 het begin van de periode markeert. Hun inzichten werden mede geïnspireerd door de Franse revolutie en vormden een verzet tegen de voorafgaande verstarde classicistische ideeën.
De dichter en schilder William Blake is een aansprekend voorbeeld van de romantische idee en gevoelens. Ook de schilders Turner en Constable worden met de romantiek geassocieerd. De dichters Byron, Shelley, Mary Shelley en John Keats zijn vertegenwoordigers van een volgende fase in de korte periode. De historicus Thomas Carlyle en de schilderschool van de prerafaëlieten markeren de overgang van de romantiek naar het victoriaanse tijdperk.

### Frankrijk
In Frankrijk is de romantiek voortgevloeid uit het rousseauisme en de preromantici die de gevoelens lieten prevaleren over de rede. Het gaat hier over een meer algemene culturele beweging die zich vertaalt in de wil van het individu om zich af te zetten tegen het regime en om zijn vrijheid te bevestigen.
De Franse poëzie in de preromantische periode is, zeker vergeleken met andere periodes in de Franse literatuurgeschiedenis, vrij pover. Weinig dichters durven het aan om van het pad van het neoclassicisme af te wijken en vernieuwingen volledig door te trekken. Het blijft aan het einde van de 18e en het begin van de 19e eeuw beperkt tot enkele schuchtere pogingen tot veranderingen in vorm (o. a. in het metrum) en in onderwerp (een steeds groter wordend aandeel van het gevoel in de poëzie).
In de periode 1800-1820 werden uiteindelijk de definitieve keuzes gemaakt wat betreft de onderwerpen die de komende romantische generatie zouden domineren. Men merkt al bij de eerste romantische schrijvers wat de overheersende onderwerpen zijn: het belang van het individu, de ontembare gevoelens, de natuur, etc.
De literaire romantische werken onder het Eerste Franse Keizerrijk zijn vooral romans, geschreven door tegenstanders van het regime die tegen de orde ingaan. Deze romans dragen vaak een voornaam als titel: Corinne (1807) van Madame de Staël, Adolphe van Benjamin Constant, René van François René de Chateaubriand, Oberman van Senancour. Deze romans vertellen het verhaal van een uniek individu. Senancour laat in zijn roman Oberman al de ervaringen van het individu als een belangrijk thema naar voren komen.
Men kan in deze werken al de zoektocht van het individu naar een zin van het bestaan opmerken. Deze zoektocht geeft aanleiding tot een existentiële crisis, die door Chateaubriand als mal du siècle wordt omschreven.
Men kan in de Franse romantiek twee grote periodes onderscheiden, die elk een verschillende personage hebben gecreëerd.
- In de eerste periode (tot 1830) prevaleert vooral het individualisme. Het hoofdpersonage is aristocratisch en ontwikkelt een afkeer van het leven, terwijl hij een voorliefde heeft voor het 'elders'. Hij wil vooral alleen zijn en worstelt met gecompliceerde liefdesperikelen. Hij heeft vele idealen, maar wordt niet begrepen en wordt ook gehinderd om effectief te handelen. Het beste voorbeeld van dit soort romantisch held is René uit het gelijknamige boek van Chateaubriand.
- Na 1830 krijgt de romantiek een socialer karakter, waarbij het hoofdpersonage zich inzet in de strijd voor vrijheid. De romantische held gaat deze keer wel over tot acties, aangespoord door zijn passies. Van deze held is Lorenzo (uit Lorenzaccio van Alfred de Musset) het belangrijkste voorbeeld.

Belangrijke Franse romantische schrijvers zijn: Étienne Pivert de Senancour, Mme de Staël, Benjamin Constant, François René de Chateaubriand, Alphonse de Lamartine, Alfred de Musset, Alfred de Vigny, Théophile Gautier, Charles Augustin Sainte-Beuve, Victor Hugo, George Sand, Prosper Mérimée, Alexandre Dumas, Stendhal, Honoré de Balzac, Charles Nodier, Gérard de Nerval.